# Fountain Place
Fountain Place je mrakodrap v Dallasu. Má 63 podlaží a výšku 219,5 metrů, je tak 5. nejvyšší mrakodrap ve městě. Výstavba probíhala v letech 1984–1986 podle projektu, který vypracovala firma Pei Cobb Freed & Partners. Developer stavby byla společnost Criswell Companies. Původně byly plánovány dvě stejné budovy tzv. dvojčata, ale byla dokončena jen jedna, stavba druhé byla zrušena. Budova disponuje prostory o celkové výměře 111 480 m2.